# Mihijam
Mihijam é um cidade no distrito de Dumka, no estado indiano de Jharkhand.

## Demografia
Segundo o censo de 2001, Mihijam tinha uma população de 32 869 habitantes. Os indivíduos do sexo masculino constituem 53% da população e os do sexo feminino 47%. Mihijam tem uma taxa de literacia de 69%, superior à média nacional de 59,5%: a literacia no sexo masculino é de 77% e no sexo feminino é de 61%. Em Mihijam, 15% da população está abaixo dos 6 anos de idade.